# Креквиц

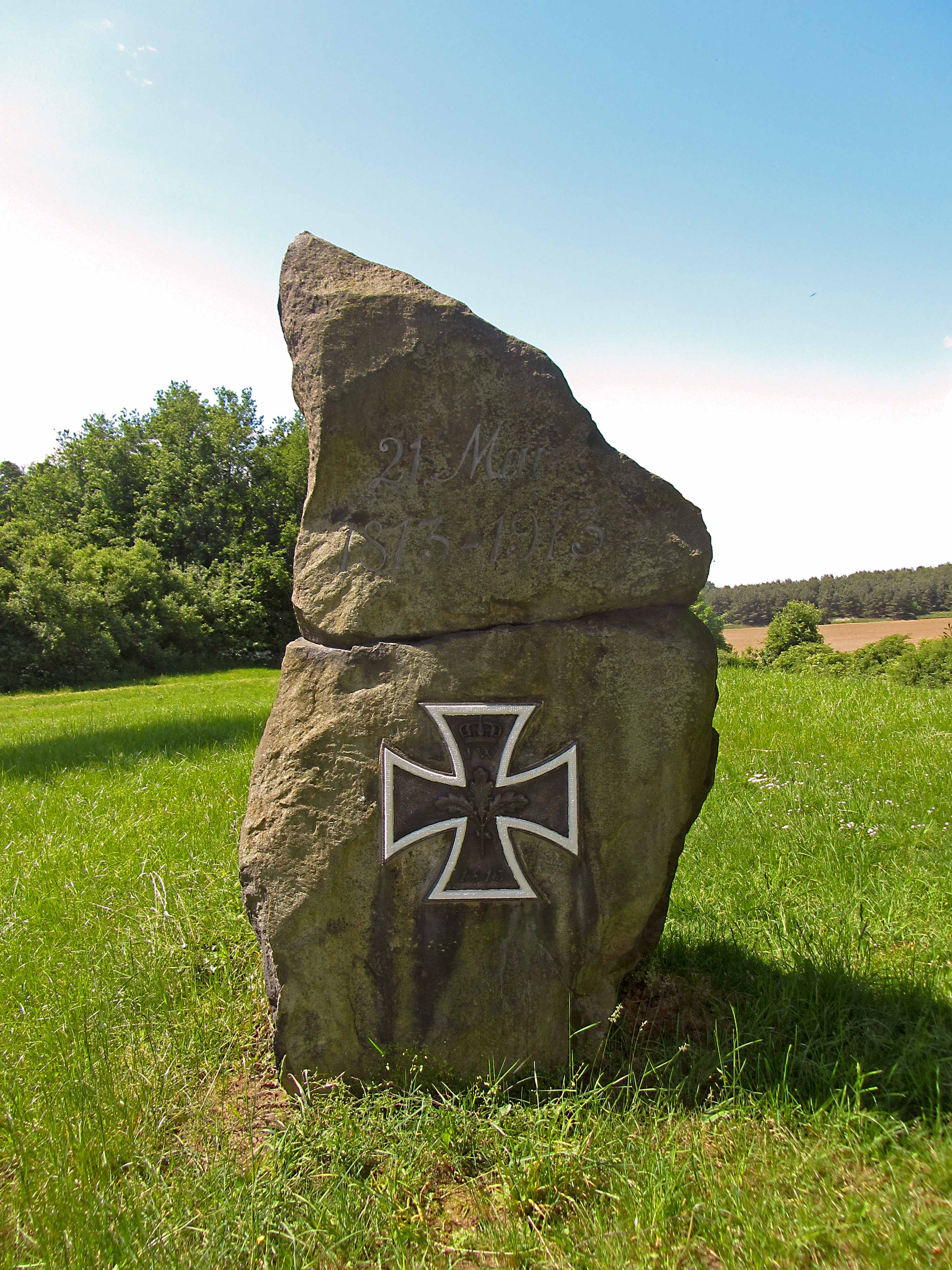
Памятный камень в честь прусского фельдмаршала Гебхарда Блюхера. Памятник культуры и истории Саксонии

Кре́квиц или Кра́кецы (нем. Kreckwitz; в.-луж. Krakecyо файле) — деревня в Верхней Лужице, Германия. Входит в состав коммуны Кубшюц района Баутцен в земле Саксония. Подчиняется административному округу Дрезден.

## География
Располагается примерно в пяти километрах восточнее Баутцена.
Соседние населённые пункты: на севере — деревня Доброшецы коммуны Мальшвиц, на востоке — деревня Поршицы, на юго-востоке — деревня Летонь, на юго-западе — деревня Дельня-Кина (входит в городские границы Баутцена) и на западе — деревня Бозанкецы (входит в городские границы Баутцена).

## История
Впервые упоминается в 1352 году под наименованием Cristianus de Krekewicz.
До 1979 года была административным центром одноимённой коммуны, с 1979 по 1994 года деревня входила в состав коммуны Пуршвиц. С 1994 года входит в современную коммуну Кубшюц.
В настоящее время деревня входит в состав культурно-территориальной автономии «Лужицкая поселенческая область», на территории которой действуют законодательные акты земель Саксонии и Бранденбурга, содействующие сохранению лужицких языков и культуры лужичан.
Исторические немецкие наименования
- Cristianus de Krekewicz, 1352
- Krekewicz, Crekewicz, 1367
- Krekewitz, 1419
- Krakewicz, 1430
- Kreckwitz, 1529

## Население
Официальным языком в населённом пункте, помимо немецкого, является также верхнелужицкий язык.
Согласно статистическому сочинению «Dodawki k statisticy a etnografiji łužickich Serbow» Арношта Муки в 1884 году в деревне проживало 239 человек (из них — 229 серболужичан (96 %)).
Лужицкий демограф Арношт Черник в своём сочинении «Die Entwicklung der sorbischen Bevölkerung» указывает, что в 1956 году при общей численности в 327 человек серболужицкое население деревни составляло 80,5 % (из них верхнелужицким языком владели 201 взрослый и 58 несовершеннолетних).
| 1834 | 1871 | 1890 | 1910 | 1925 | 1939 | 1946 | 1950 | 1964 |
| ---- | ---- | ---- | ---- | ---- | ---- | ---- | ---- | ---- |
| 246  | 235  | 215  | 256  | 260  | 294  | 326  | 339  | 294  |

## Достопримечательности
Памятники культуры и истории земли Саксония
- Каменное распятие, 15 — 17 век (№ 09304090)
- Каменный дорожный указатель, 19 век (№ 09304091)
- Памятный камень в честь прусского фельдмаршала Гебхарда Блюхера, 1913 год (№ 09304675)
- Бывшая усадьба с парком, Kreckwitz 1, 1b, 1d, 1e, 1f, 1g, 1h, 1703—1813 года (№ 09301174)
- Жилой дом с хозяйственными постройками, Kreckwitz 12, 1750 год (№ 09253693)
- Жилой дом, Kreckwitz 19, 1850 год (№ 09252109)
- Жилой дом с хозяйственными постройками, Kreckwitz 25, 1767 год (№ 09252106)
- Жилой дом с хозяйственными постройками, Kreckwitz 28а, 1870 год (№ 09252108)